# Силата на любовта
„Силата на любовта“ (на хинди: राम मिलाए जोड़ी Ram Milaye Jodi) е
индийска телевизионна драматична поредица, излъчена по телевизия Zee TV, който
започва излъчването си на 20 септември 2010 г., и приключва на 12 април 2012 г., с общо 375 епизода.

## Актьорски състав
- Приял Гор/Сара Кхан - Мона Беди Ганди
- Нишант Малкани/Суджай Реу - Анукалп Ганди
- Ангад Хасия - Адития Ганди
- Крутика Десаи - Бхарти Ганди
- Кетаки Дейв - Кетаки Мауси
- Санджиев Йогтияни - Калпеш Ганд
- Мадхури Санджиев - Ба
- Нимиша Вахария - Биджал
- Рива Бубър - Вимми Беди
- Индранеел Бхатачария - Сатнаам
- Преет Каур Мадън - Суити
- Вишал Наяк - Пармеет
- Нейраж Малвия - Каран Беди
- Мехер Видж - Хитал Анукалп
- Читрапама - Амрит
- Сунил Синха - Гурнаам Сингх Беди
- Манит Джура - Голди
- Дамини Джоши - Аанчал